# WJ-3
WJ-3 – polski amatorski szybowiec szkolny skonstruowany w dwudziestoleciu międzywojennym.

## Historia

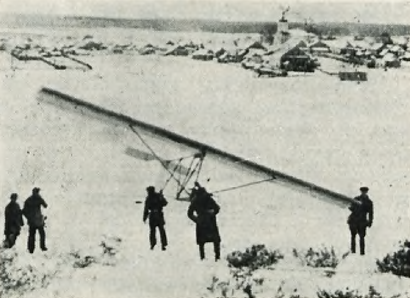
Transport szybowca WJ-3

Wiktor Jaworski, student Politechniki Warszawskiej, postanowił opracować tani szybowiec szkolny przeznaczony do szkolenia początkowego, który miał się charakteryzować niskimi kosztami produkcji i eksploatacji oraz prostotą obsługi. Założenia te chciał osiągnąć poprzez maksymalne uproszczenie konstrukcji. Dlatego też w konstrukcji zastosowano okucia z tłoczonej blachy, żebra w konstrukcji skrzydła miały jedną wielkość, wymiana uszkodzonych elementów była możliwa bez rozmontowywania szybowca. Elementy drewniane budowano z listew sosnowych jednakowej grubości i tylko w trzech szerokościach (5, 13 i 30 mm).
Na podstawie projektu Wiktora Jaworskiego w warsztatach Koła Szybowcowego LOPP w Stołpcach w 1935 roku zbudowano szybowiec, który otrzymał oznaczenie WJ-3. Został on oblatany przez konstruktora na szybowisku w Stołpcach na  początku 1936 roku i wykazał się dobrymi własnościami lotnymi. Spełniony też został wymóg niskiego kosztu – budowa szybowca kosztowała 600–700 zł. Za szczególną zaletę uznano niską masę szybowca, która pozwalała 3 osobom przenosić szybowiec z miejsca lądowania na miejsce startu.
Konstrukcja nie wzbudziła zainteresowania wytwórni lotniczych, które produkowały własne, sprawdzone konstrukcje. Istniejący egzemplarz służył wyłącznie do lotów doświadczalnych.

## Konstrukcja
Jednomiejscowy szybowiec szkolny w układzie zastrzałowego górnopłatu.
Kadłub o konstrukcji kratownicowej, wzmocniony metalowymi odciągami. Statecznik pionowy stanowił integralną część kadłuba. Fotel pilota z możliwością regulacji położenia.
Skrzydło prostokątne, niedzielone, jednodźwigarowe, wyposażone w lotki. Zastrzały drewniane. W całości wykonane z drewna sosnowego i olchowego, kryte impregnowanym płótnem.
Usterzenie klasyczne, krzyżowe. Ster wysokości niedzielony, podparty drewnianymi zastrzałami. Wszystkie powierzchnie sterowe konstrukcji drewnianej, kryte płótnem.
Podwozie jednotorowe, złożone z drewnianej płozy okutej blachą i płozy ogonowej.